# Eva Lyberten
Eva Lyberten   (Barcelona, 20 de desembre de 1958 - 30 de desembre de 2024) va ser una actriu catalana, destacada sobretot per les seves interpretacions des de mitjan anys setanta en una trentena de pel·lícules de contingut eròtic, de les quals sobresurten títols tan significatius com Viciosas al desnudo (1980), La caliente niña Julietta (1981), Los amores impuros de Sybille (1981) o En busca del polvo perdido (1982), entre d'altres.

## Biografia
Filla d'una família obrera, des de la seva infància, la incipient actriu manifesta una viva inclinació pel món de la faràndula, la qual cosa la porta a participar amb set anys en la posada en escena d'una petita obra de teatre en el col·legi nacional de la Ronda de la Torrasa, on estudia per aquella època. Amb quinze anys, es matricula en una escola d'Art Dramàtic de la capital i, una mica més tard, rep classes de ball i jazz en una acadèmia barcelonina. Poc després, roda fins i tot un anunci publicitari a França, on, segons les seves pròpies manifestacions, arriba amb 300 pessetes de l'època i la idea de recórrer Europa en autoestop.
De retorn a Espanya, coneix Luis Sagnier de Sentmenat, Comte de Múnter, gràcies al qual aconsegueix un petit paper en la pel·lícula Deseo (Alfonso Balcázar, 1976), en la que interpreta a una adolescent (Carmen) que balla de guateque en guateque. Entre 1975 i 1976, intervé com a actriu secundària en bon part dels films rodats a Barcelona, així com en la sèrie La saga dels Rius, emesa per TVE la temporada de 1976 a 1977, alhora que apareix en portades de revistes com Interviú o Lib. Després de rodar la seva següent pel·lícula, l'actriu es trasllada a Eivissa, on es dedica especialment a les seves dues grans aficions: la pintura i la poesia. També en aquells dies, contreu matrimoni amb el periodista Luis Cantero.
A la volta de l'illa, és triada entre centenars d'aspirants vedet del musical Crazy Horse, considerat per la crítica especialitzada com un dels espectacles eròtics més reeixits de la Transició espanyola. Però, després d'un any d'actuacions, abandona la funció per a incorporar-se al nodrit grup d'actors i actrius que protagonitzen les pel·lícules classificades «S» –el que venia a significar que tant la seva temàtica com el contingut podien ferir la «sensibilitat» d'alguns espectadors– de l'època, dirigides en la seva majoria pel cineasta Ignasi F. Iquino. A la fi de 1978, es trasllada a Itàlia, on estudia a l'Institut de Teatre. Ja de nou a Madrid, inicia una relació sentimental amb Carlos Serrat, amb qui funda una cooperativa per produir l'obra Alicia en el país de las maravillas,que resulta un fracàs per a tots dos.
Amb la decadència de l'anomenat «cinema de destape» des de principis dels anys 80, decideix anar adaptant-se a l'ambient del cinema convencional el que la porta a actuar en algunes pel·lícules, entre les quals destaquen especialment Sal gorda (Fernando Trueba, 1984), on interpreta el paper de Brígida, el thriller Escapada final (Carlos Benpar, 1985), així com el documental Picasso, ocho historias de amor (Luis Mamerto López-Tapia, 1992).
El 2020 es va estrenar al teatre amb Una de Raquel Cors, obra del Teatre Lliure on es fa una reflexió sobre la imatge eròtica.

## Filmografia
| Any  | Pel·lícula                                | Personatge                  | Director/s                        |
| ---- | ----------------------------------------- | --------------------------- | --------------------------------- |
| 1976 | La ciutat cremada                         | Noia rossa de la festa      | Antoni Ribas                      |
| 1976 | La zorrita en bikini                      | Enriqueta                   | Ignasi F. Iquino                  |
| 1976 | Deseo                                     | Carmen                      | Alfonso Balcázar                  |
| 1977 | Fraude matrimonial                        | Noia del club               | Ignacio F. Iquino                 |
| 1977 | La máscara                                | Noia de la picina           | Ignacio F. Iquino                 |
| 1977 | Perros callejeros                         | Ceci                        | José Antonio de la Loma           |
| 1977 | ¿Y ahora qué, señor fiscal?               | Prostituta                  | León Klimovsky                    |
| 1978 | Los violadores del amanecer               | Elisa                       | Ignasi F. Iquino                  |
| 1978 | Borrasca                                  | Noia dels banys             | Miguel Ángel Rivas                |
| 1978 | Una familia decente                       | Empleada de l'oficina       | Lluís Josep Comerón               |
| 1979 | ¿Podrías con 5 chicas a la vez?           | Beatriz                     | Ignasi F. Iquino                  |
| 1980 | Las verdes vacaciones de una familia bien | Odalisca                    | Mario Siciliano                   |
| 1980 | Viciosas al desnudo                       | Hippy 2                     | Manuel Esteba                     |
| 1981 | Dos pillos y pico                         | Dependenta de tenda de roba | Ignacio F. Iquino                 |
| 1981 | La caliente niña Julietta                 | Silvia                      | Ignasi F. Iquino                  |
| 1981 | Patrizia                                  | Hetty                       | Hubert Frank                      |
| 1981 | Los amores impuros de Sybille             | Maya                        | Gérard Loubeau i Hans R. Walthard |
| 1981 | Las alumnas de madame Olga                | Tina                        | José Ramón Larraz                 |
| 1981 | Neumonía erótica y pasota                 | Cristina                    | Jaime Bayarri                     |
| 1982 | Blancanieves y los 7 sádicos              |                             | Mario Bianchi                     |
| 1982 | Porno Situación límite                    | Noia d'Adolfo               | Manuel Esteba                     |
| 1982 | Fuga de Ceylán                            | Model                       | Jacques Orth y Hubert Frank       |
| 1982 | Hundra                                    | Hundra Villager             | Matt Cimber                       |
| 1984 | Sal gorda                                 | Brígida                     | Fernando Trueba                   |
| 1984 | Muñecas de trapo                          | Paquita                     | Jordi Grau i Solà                 |
| 1985 | La pantalla diabólica                     |                             | Joaquín Hidalgo                   |
| 1985 | Escapada final                            | Noia de la fira             | Carlos Benpar                     |
| 2003 | Nudos                                     | Violetera                   | Lluís Maria Güell                 |
| 2016 | Derangement Trastorno mental              |                             | Vick Campbell                     |